# قضبان بولندي
القَضْبَان البُولَنْدِيّ (الاسم العلمي: Betula szaferi) نوع نباتي يتبع جنس القضبان من الفصيلة القضبانية. موطنه بولندا وهو منقرض في البرية.